# Saku (miasto)
Saku (jap. 佐久市 Saku-shi) – miasto w środkowej części wyspy Honsiu w Japonii w prefekturze Nagano.

## Położenie
Miasto położone we wschodniej części prefektury Nagano. Miasto graniczy z:
- Chino
- Komoro
- Tōmi
- Karuizawa

## Historia
Miasto powstało 1 kwietnia 2005 roku.

## Miasta partnerskie
- Francja: Avallon